# چرچ‌ویل (پنسیلوانیا)
چرچ‌ویل (به انگلیسی: Churchville) یک منطقهٔ مسکونی در ایالات متحده آمریکا است که در پنسیلوانیا واقع شده‌است. چرچ‌ویل ۴٬۱۲۸ نفر جمعیت دارد.